# Чокнутый профессор 2: Семья Клампов
«Чокнутый профессор 2: Семья Клампов» (англ. Nutty Professor II: The Klumps) — фильм режиссёра Питера Сигала, продолжение фильма Чокнутый профессор.

## Сюжет
Профессор Шерман Кламп влюбляется в свою коллегу Дениз Гэйнс (Джанет Джексон). Она же ценит его доброту, ум и порядочность и не замечает полноты. Бадди Лав, существующий отдельно от тела профессора, продолжает строить козни, ссоря профессора с его любимой. Как только Шерман изобретает эликсир молодости, на который получает предложение о контракте на 150 миллионов долларов, Бадди устремляется на свободу, чтобы отвоевать этот контракт себе.

## В ролях
- Эдди Мёрфи — Шерман Кламп, Бадди Лав, Клетус Кламп, помолодевший Клетус Кламп, Эрни Кламп, Анна Перл Дженсен Кламп, Лэнс Перкинс, Ида Мэ Дженсен, гигантский хомяк
- Джанет Джексон — Дениз Гейнс
- Мелинда Макгроу — Линн Гилфорд
- англ. John Ales
- англ. Richard Gant
- Анна Мария Хорсфорд
- англ. Larry Miller (entertainer)- Дин Ричмонд

## Интересные факты
- Эдди Мерфи в этом фильме сыграл сразу 8 ролей.
- Джанет Джексон 27 мая 2000 года выпустила саундтрек «Doesn’t Really Matter» к фильму.

## Награды и номинации

### «Сатурн» 2001 год
- Номинации (1)
  - «Лучший грим»

### Премия канала «MTV»
- Номинации (1)
  - «Лучшая комедийная роль» (Эдди Мерфи)